# 科沙里 (沙齊克區)
51°29′49″N 23°40′24″E / 51.49694°N 23.67333°E
科沙里（烏克蘭語：Кошари），是烏克蘭的村落，位於該國西部沃倫州，由科韋利區負責管轄，面積0.26平方公里，海拔高度165米，2018年人口32，人口密度每平方公里231.66人。